# Warszawska Gazeta (tygodnik)
Warszawska Gazeta, także „Gazeta Warszawska” – publicystyczny tygodnik ogólnopolski społeczno-polityczny, wydawany w Warszawie od 2008. Po 2015 czasopismo ma nakład 100 tys. egzemplarzy.

## Profil tematyczny
Czasopismo posiada stałe działy:
- Wydarzenia
- Polityka
- Kraj
- Historia
- Warszawska aleja
- Kultura
- Zdrowie i uroda.

Zawiera bezpłatny dodatek Warszawa, co, gdzie, kiedy?. Z czasopismem współpracują: Ryszard Czarnecki, Zbigniew Kuźmiuk, Janusz Wojciechowski, Janina Jadwiga Chmielowska, ks. Stanisław Małkowski i Magda Figurska, Jerzy Robert Nowak, Krzysztof Baliński, oraz stali publicyści:  Izabela Brodacka-Falzmann, Andrzej Leja (stała rubryka Zapiski polityczne człowieka lasu, felieton i rubryka recenzji książek: Leja poleca), Mirosław Kokoszkiewicz, Marcin Rola, Robert Kościelny, Stanisław Srokowski, Aldona Zaorska.
Wywiadów na łamach czasopisma udzielali m.in. politycy: Józef Brynkus, Jarosław Gowin, Patryk Jaki, Bartosz Józwiak, Ryszard Legutko, Krystyna Pawłowicz, Paweł Szefernaker, Anna Zalewska.

## Kontrowersje
W opinii Wojciecha Czuchnowskiego czasopismo stosuje mowę nienawiści i odwołuje się do antysemityzmu.